# Lineri
Lineri (Linèri in dialetto catanese) è una frazione di Misterbianco, comune italiano della città metropolitana di Catania.

## Geografia fisica

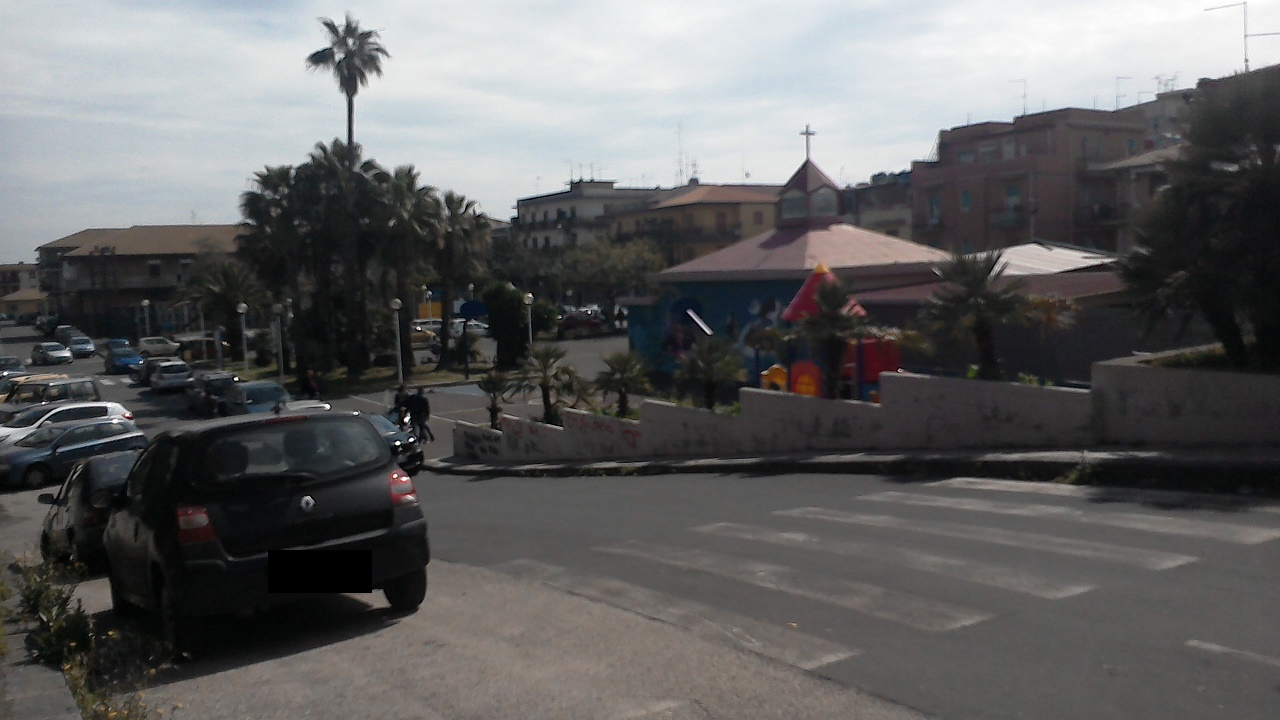
Piazza Enrico Berlinguer, punto centrale della frazione.

Lineri dista 1,05 km ad est dal centro urbano di Misterbianco, e si trova nella parte orientale del territorio del medesimo Comune, di cui rappresenta la seconda frazione per dimensioni territoriali e demografiche. È situata ad un'altitudine di 180 metri sopra il livello del mare.
Confina a nord con le frazioni Belsito e Poggio del Lupo, a sud-ovest con Montepalma, a sud con la parte Superiore di Nesima e ad est con San Nullo, quartieri di Catania.

## Origini del nome
Il toponimo Lineri deriva dal fatto che prima dell'eruzione dell'Etna del 1669, l'area in cui sorge l'odierna frazione di Misterbianco, attraversata dal fiume Amenano, era molto fertile e vi sorgevano molti terreni utilizzati per la coltivazione e la lavorazione del lino.

## Storia
Lineri sorse come borgo rurale nell'omonima contrada a sud di Misterbianco, nella seconda metà del XX secolo, e il suo sviluppo ebbe inizio dopo la Riforma agraria della Regione Sicilia del 1950 (legge regionale n. 104/150), che ricalcava quella approvata dal Governo nazionale nell'anno medesimo, ed imponeva ai latifondisti dei limiti nella proprietà terriera non superiori ai 200 ettari, nonché l'obbligo di trasformazione agraria e di buona coltivazione.
Gli eredi del Duca di Misterbianco, alienarono buona parte dei loro possedimenti, tra cui i 33 ettari di terreni sciarosi e improduttivi di contrada Lineri. Fu così avviata la lottizzazione dell'area, che tagliava i terreni ad uso e volontà dell'acquirente, tracciando per la viabilità solo due strade, e nei contratti di vendita, veniva inserita una clausola che prevedeva di lasciare un margine di terreno per la viabilità ed allinearsi alla linea del lotto vicino. I terreni, venduti dai proprietari a prezzi bassissimi, furono acquistati da famiglie contadine misterbianchesi o dei comuni limitrofi.
Il popolamento di contrada Lineri fu inizialmente lento, e nel 1961 contava una popolazione di appena 551 abitanti. L'incremento demografico maggiore si verificò dopo il 1968, e coincise con quello edilizio, che vide la costruzione di numerosi palazzi ad uso residenziale, per gran parte sorti abusivamente. L'assenza di un Piano regolatore generale comunale favorì il fenomeno dell'abusivismo edilizio a Lineri, il cui incremento demografico era unicamente dovuto all'immigrazione di numerose famiglie proletarie provenienti da Catania. La sua popolazione nel 1971 contava 2 855 abitanti, di cinque volte superiore al decennio precedente, e il suo incremento proseguì costantemente nei decenni successivi a ritmi elevati.
Fino alla metà degli anni Ottanta la borgata era quasi priva di servizi e con strade non asfaltate. Le amministrazioni comunali hanno in seguito iniziato un qualche riordino del territorio, costruendo alcune strutture essenziali e soprattutto asfaltando e illuminando la quasi totalità delle strade.

## Società
Zona disagiata dal punto di vista socio-culturale, molto alti sono i tassi di criminalità, in particolare quella organizzata.

## Cultura

### Istruzione

#### Scuole
Nella frazione sorge un istituto scolastico di istruzione primaria.

## Monumenti e luoghi d'interesse
Lineri non ha monumenti di particolare pregio e interesse, essendo un centro abitato il cui sviluppo è molto recente. 
Nella parte settentrionale dell'abitato, è presente una cava, denominata cava Lineri, scavata dopo l'eruzione del 1669, la cui profondità è di circa 200 metri. Fu utilizzata per estrarre la sabbia rossa, impiegata per le costruzioni di edifici nell'area etnea tra il XVIII secolo e la seconda metà del XX.
A Lineri sorge un luogo di culto cattolico, la chiesa di Santa Bernadette, situata in via Santa Bernadetta, eretta nel 1970.

## Economia
L'economia di Lineri si basa sulla presenza di attività artigianali e commerciali.

## Infrastrutture e trasporti

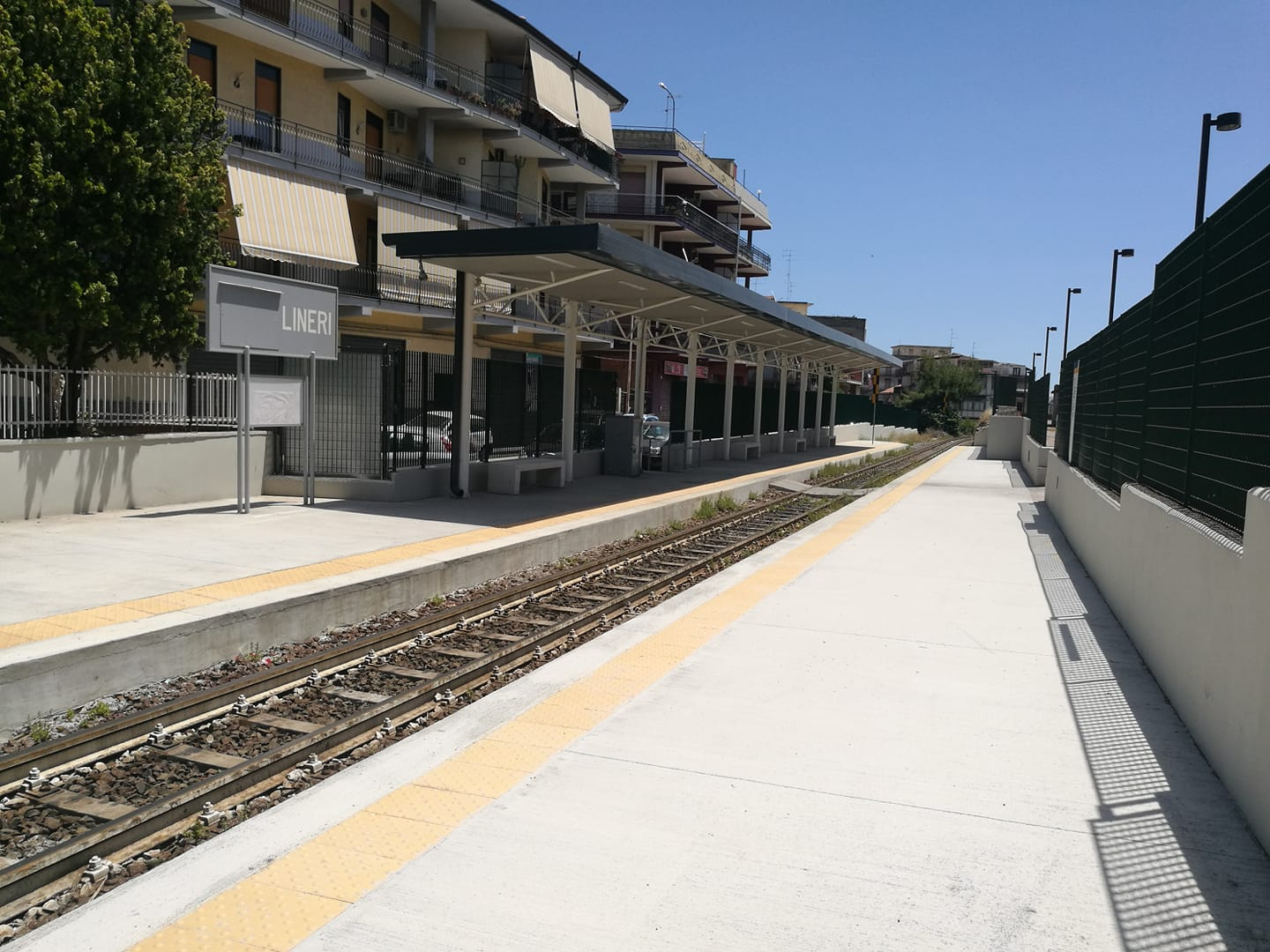
La fermata FCE di Lineri, già ristrutturata.

Lineri è servita dagli autobus della Ferrovia Circumetnea che la collegano con Catania. La stessa FCE è presente con l'omonima stazione del servizio ferroviario a scartamento ridotto che collega Catania a Randazzo, e con il servizio bus-navetta che collega la frazione con la stazione Nesima della Metropolitana di Catania, attivo dal 2017.
Per la sua vicinanza con Catania, la zona è servita anche dai mezzi delle linee urbane di autobus dell'AMT, 632, 421, 642. È inoltre servita da un servizio gratuito di minibus di linea urbana che la collega con il centro di Misterbianco, offerto dal comune etneo ai cittadini.